# Починки (Гороховецький район)
Починки (рос. Починки) — присілок у Гороховецькому районі Владимирської області Російської Федерації.
Входить до складу муніципального утворення Фоминське сільське поселення. Населення становить 13 осіб (2010).

## Історія
Присілок розташований на землях фіно-угорського народу мещери.
Від 10 квітня 1929 року належить до Гороховецького району. Спочатку у складі Івановської промислової області, а від 1944 року — Владимирської області.
Згідно із законом від 13 травня 2005 року входить до складу муніципального утворення Фоминське сільське поселення.

## Населення
| 1859 | 1905 | 1926 | 2002 | 2010 |
| ---- | ---- | ---- | ---- | ---- |
| 378  | ↗522 | ↘420 | ↘16  | ↘13  |